# Масти
Ма́сти (эст. Masti) — деревня в волости Кохила уезда Рапламаа, Эстония. 

## География и описание
Расположена в 20 километрах к северу от уездного центра — города Рапла. Находится у дороги Керну—Кохила, на востоке примыкает к волостному центру — посёлку Кохила. Высота над уровнем моря — 70 метров. Застройка представлена частными домами. В деревне установлена мачта связи.
Официальный язык — эстонский. Почтовый индекс — 79813.

## Население
По данным переписи населения 2011 года, в деревне проживали 116 человек, из них 108 (93,1 %) — эстонцы.
По данным переписи населения 2021 года, в деревне проживали 86 человек, из них 80 (94,1 %) — эстонцы.
Численность населения деревни Масти по данным переписей населения:
| Год  | 1979 | 1989 | 2000 | 2011  | 2021 |
| ---- | ---- | ---- | ---- | ----- | ---- |
| Чел. | 104  | ↘ 73 | ↗ 97 | ↗ 116 | ↘ 86 |

## История
Деревня была основана в 1977 году из хуторов, относившихся к поселению Кохила. Название деревне дали по местной мачте связи и радиорелейной станции.

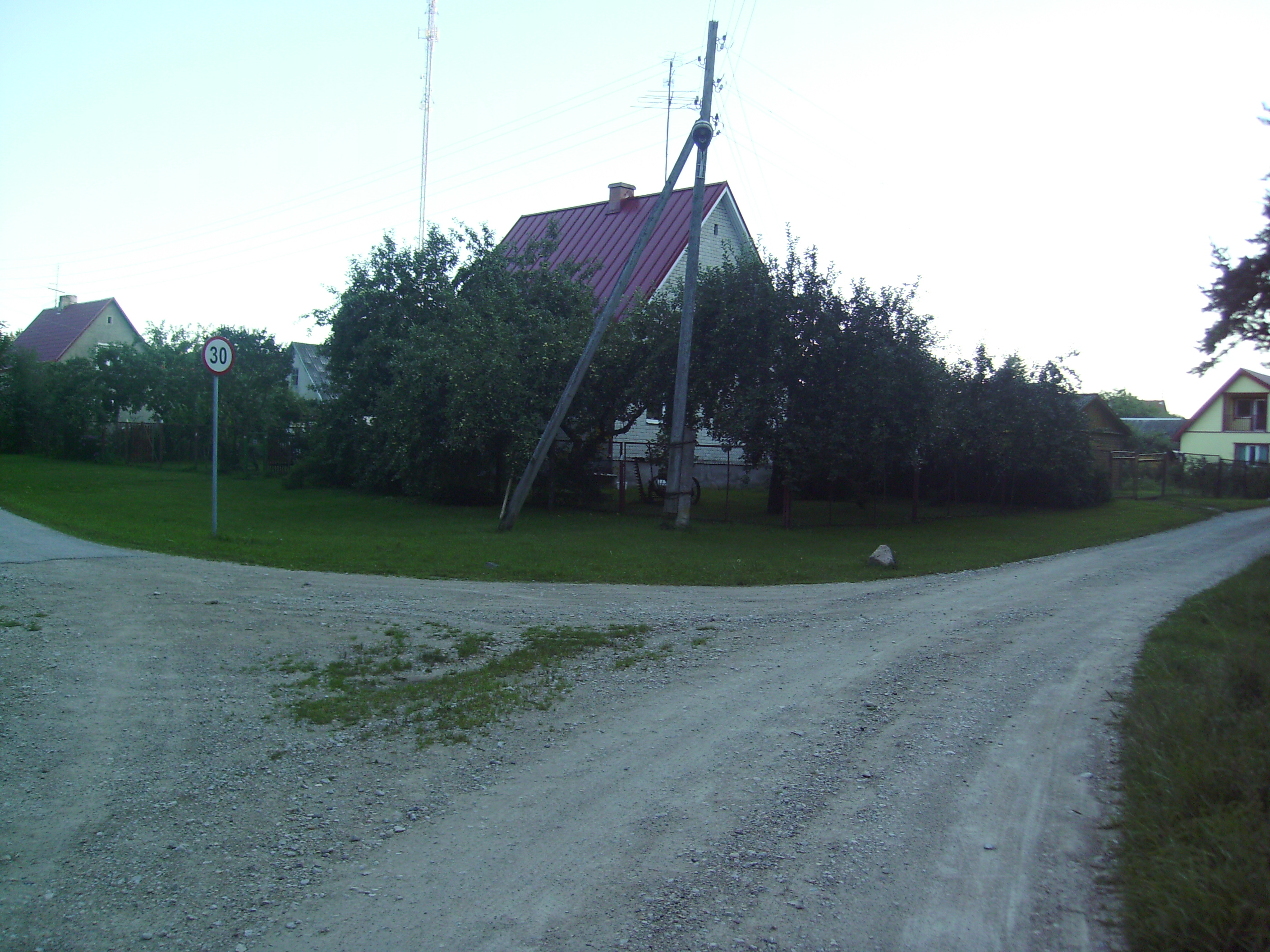
Вид на деревню Масти со стороны посёлка Кохила
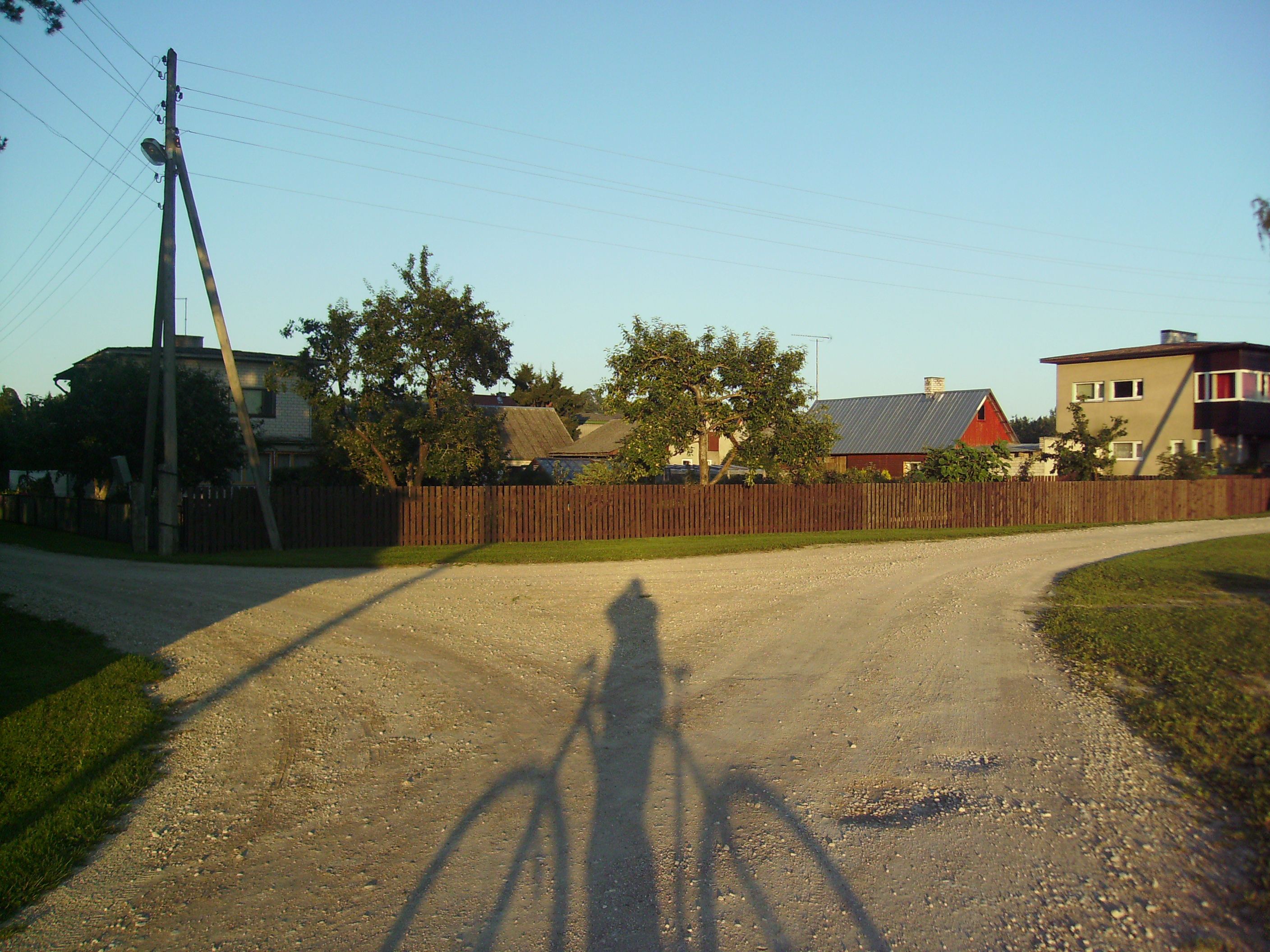
Деревня Масти
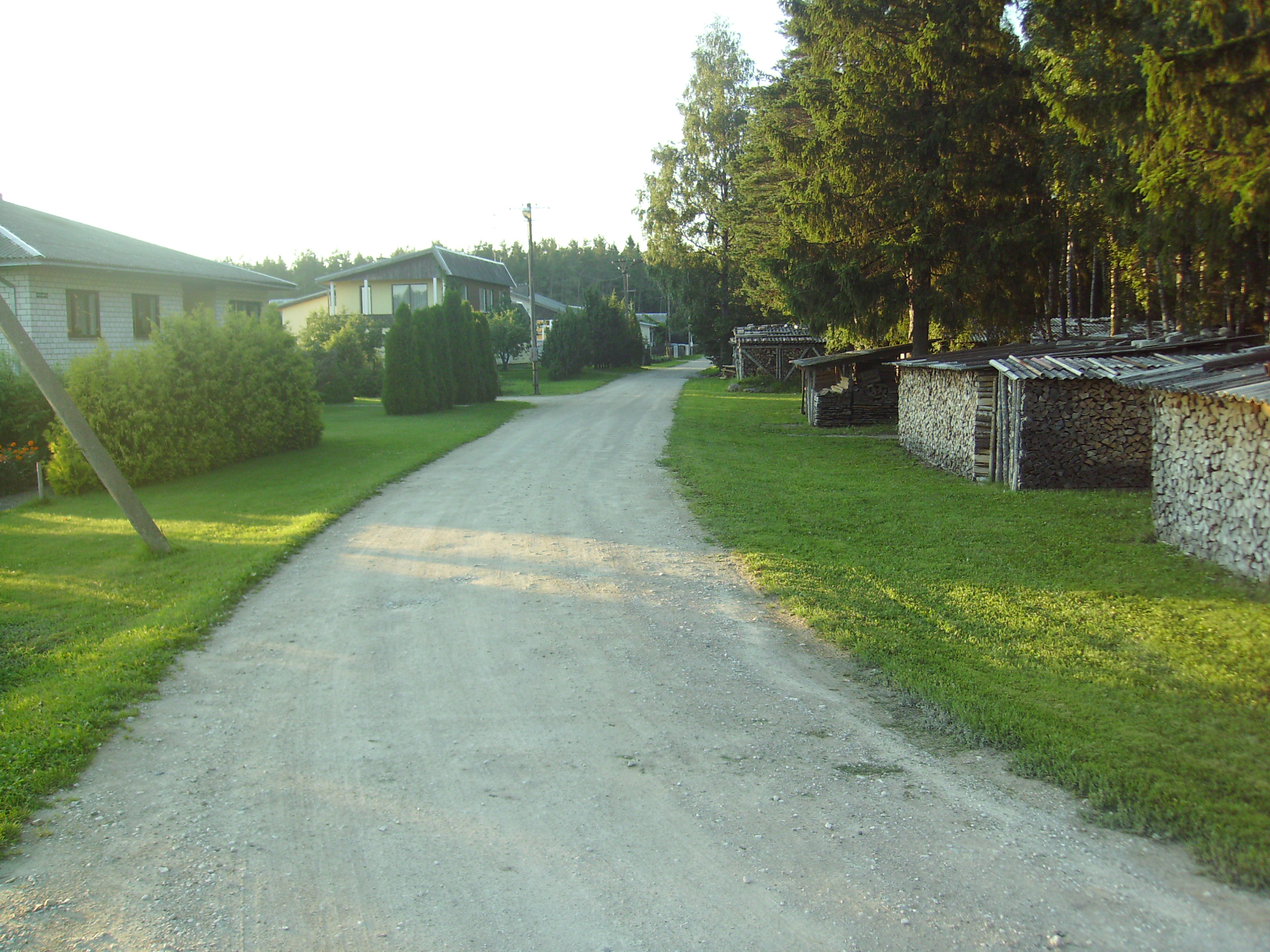
Деревня Масти